# Ipsos-Reid
Pour les articles homonymes, voir Angus Reid (homonymie).
Ipsos-Reid (auparavant, Groupe Angus Reid, abrégé fréquemment à Angus Reid) était le nom d'une société d'études de marché et de sondages d'opinion basée au Canada. La société existe toujours sous le nom d'Ipsos en tant que branche canadienne du groupe mondial Ipsos.
Fondée à Winnipeg en 1979 sous le nom de Groupe Angus Reid (en anglais, Angus Reid Group) , la société s'est développée dans tout le pays. Elle a été rachetée par le groupe Ipsos et a reçu le nom d'Ipsos-Reid en 2000.
Aujourd'hui, Ipsos (anciennement Ipsos-Reid) est la plus grande société d'études de marché et de sondages d'opinion au Canada. Les chercheurs de l'entreprise réalisent des études de recherche multiclients et personnalisées dans des secteurs clés de l'économie canadienne, notamment les biens de consommation courante, les services financiers, l'automobile, la vente au détail, la santé, les technologies et télécommunications.
Présent dans sept villes canadiennes, Ipsos emploie plus de 600 professionnels de la recherche et du personnel de soutien dans tout le Canada. La société possède le plus grand réseau de centres d'appels téléphoniques du pays, ainsi que les plus grands panels prérecrusés de ménages et en ligne.
Le président-directeur général actuel d'Ipsos au Canada est Gary Bennewies.